# San Antonio (provincie)
San Antonio is een provincie van Chili in de regio Valparaíso. De provincie telde 168.046 inwoners in 2017 en heeft een oppervlakte van 1512 km². Hoofdstad is San Antonio.

## Gemeenten
San Antonio is verdeeld in zes gemeenten:

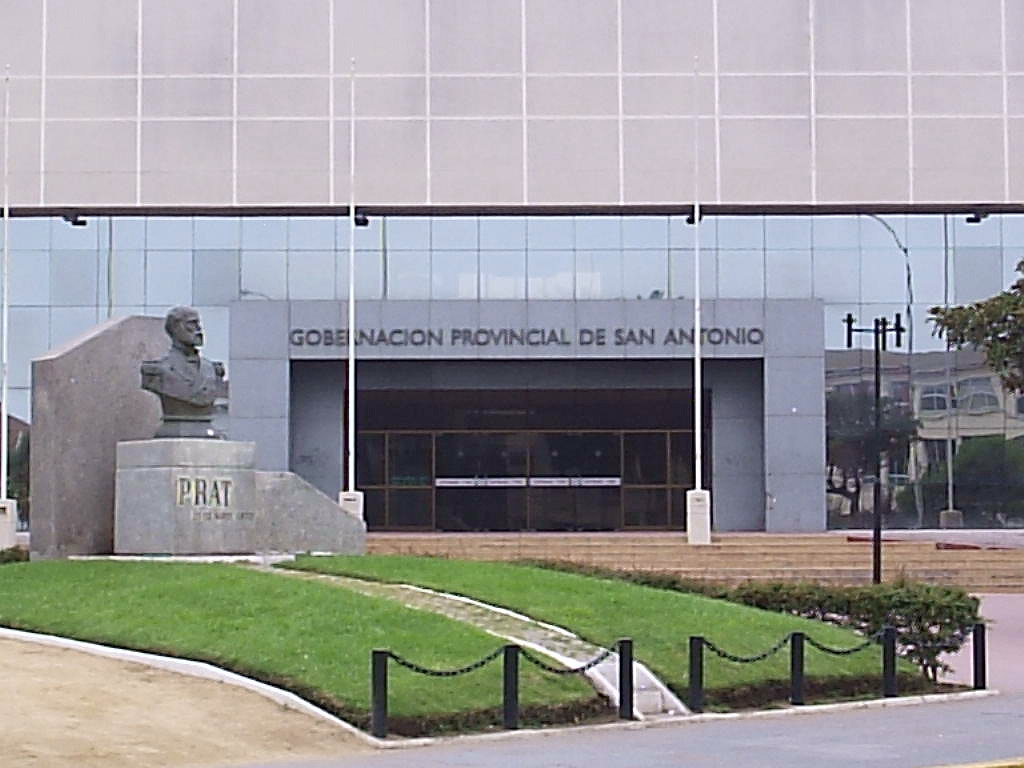
Bestuurskantoor van de provincie San Antonio

- Algarrobo
- El Quisco
- El Tabo
- Cartagena
- San Antonio
- Santo Domingo